# Demerara–Mahaica
Demerara–Mahaica ou Region 4 é uma região administrativa da Guiana.
É banhada pelo Oceano Atlântico ao norte e faz fronteira com a região de Mahaica–Berbice a leste, com a região de Ilhas do Essequibo–Demerara Ocidental a oeste e com a região de Alto Demerara–Berbice ao sul.
As principais cidades são Georgetown, a capital do país, Buxton, Enmore, Paradise e Providence.

## População
A população de Demerara–Mahaica no censo oficial de 2002 era de 310.320 habitantes.
- Censo de 1991 : 296.924
- Censo de 1980 : 317.475